# Orai
Orai est une ville située dans le district de Jalaun au sud de la région d’Uttar Pradesh en Inde.

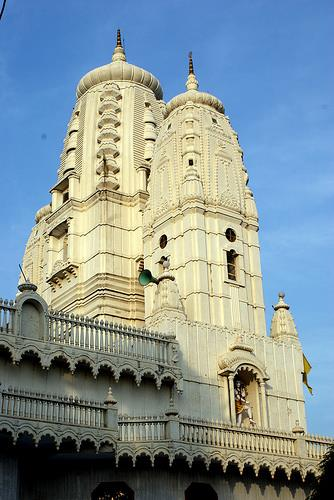
Radhakrishna mandir à Orai